# 忍坂大摩侶
忍坂 大摩侶（おしさか の おおまろ）は、飛鳥時代の人物。名は大麻呂とも書く。姓は直。672年の壬申の乱で大友皇子（弘文天皇）のため兵を興す使者に立ち、敵に捕らえられた。

## 出自
忍坂氏（忍坂直・忍坂忌寸）は東漢氏の一族に属する渡来系氏族。東漢志努の三男である阿良の後裔とする。大和国式上郡忍坂村の地名を由来とする。

## 経歴
壬申の年の6月、大海人皇子（天武天皇）の挙兵を知った近江宮の朝廷は、鎮圧のための軍の動員を命ずる使いを各地に遣わした。このうち東国への使者になったのが、韋那磐鍬、書薬、忍坂大摩侶であった。6月26日夜、彼らは美濃国の不破にさしかかった。その頃美濃は大海人皇子の味方になっていたが、彼らがそのことを知っていたかはわからない。書薬と忍坂大摩侶は、伏兵に後方を遮断され、そのまま捕らえられた。韋那磐鍬は遅れてゆっくり進んでおり、前方の変事をみて引き返した。
翌日に高市皇子は書薬と忍坂大麻呂を捕らえたことを大海人皇子に報せた。その言葉によると、尋問された二人は、「吉野にいらっしゃる大皇弟のことで、東国の軍を発するため遣わされた韋那公磐鍬の徒である。しかし磐鍬は兵が起ったのを見て逃げ返った。」と答えたという。
この後の忍坂大摩侶については記録がない。乱の終結後に赦された中にいたと思われる。